# Bufassa
La bufassa, pet d'ase o cardiga (Onopordum acanthium) és un card de fins a 3 m d'alçada que pertany a la família asteràcia. És originari d'Europa i Àsia occidental des de la península Ibèrica fins al Kazakhstan, i cap al nord fins al centre d'Escandinàvia, s'ha naturalitzat en molts llocs més. A Austràlia és una espècie invasora És una planta biennal amb espines fortes i tiges alades.
El nom científic prové del grec amb el significat d'aliment espinós dels ases.
Aquesta espècie de card és l'emblema nacional d'Escòcia des del segle xiii.

## Morfologia

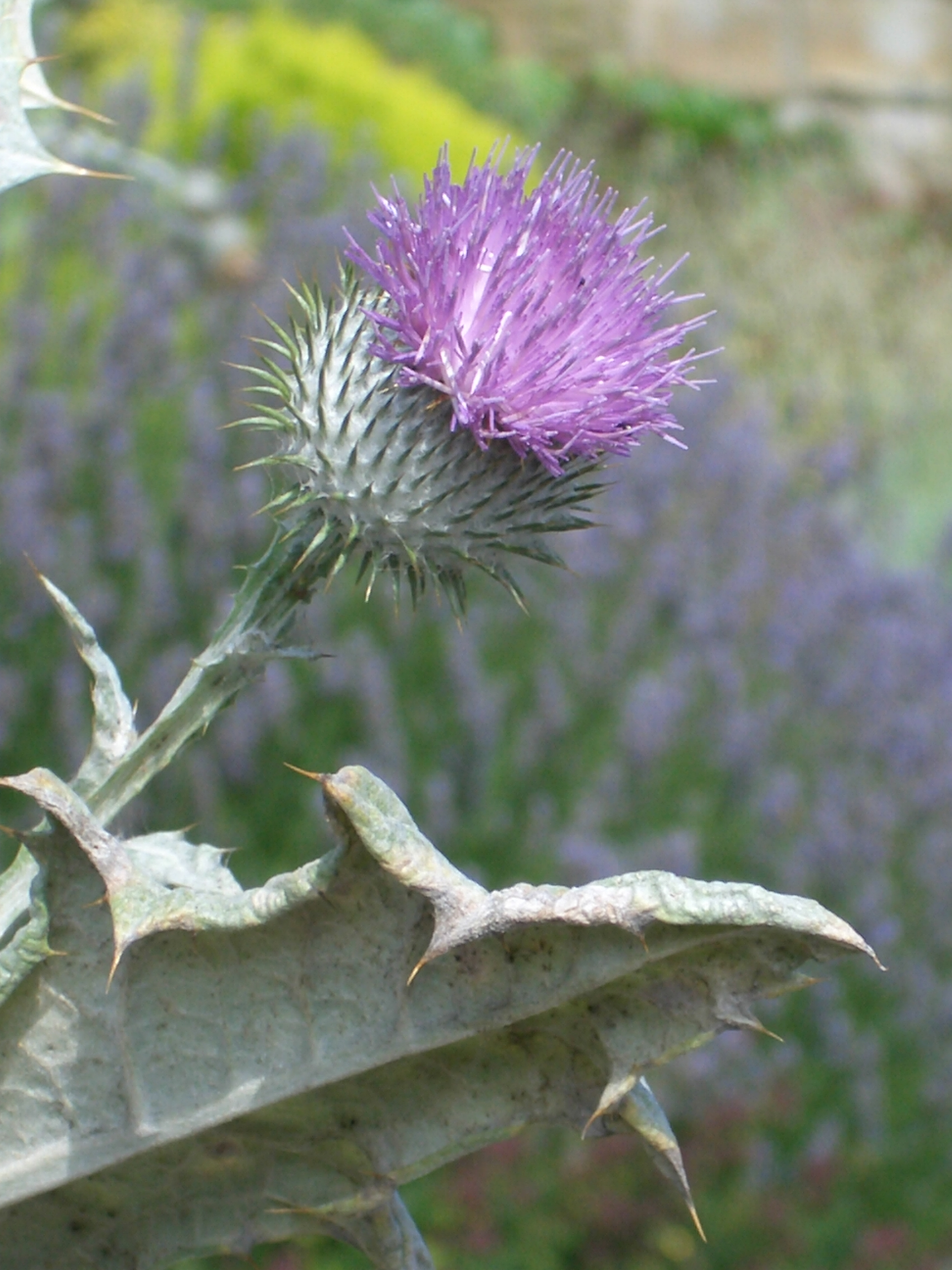
Imatge detallada

És un card normalment ramificat des de la base i més o menys grisenc. Les fulles inferiors fan de 20 a 40 x 10 a 20 cm. Les flors són capítols de 25 a 50 mm de diàmetre i la corol·la és purpúria o blanquinosa. Els aquenis fan de 4 a 5 mm i els papus de 7 a 9 mm.

## Ecologia
Cardassars i herbassars poc humits en sòls calcaris rics en nitrogen principalment a l'estatge montà i les contrades mediterrànies del nord prefereix les terres de clima continental. No es troba a les Illes Balears.
Les llavors germinen a la tardor o al llarg de l'any romanent en el banc de llavors del sòl com a mínim durant set anys,

## Subespècies o races hibridogèniques
- Onopordum acanthium subsp. acanthium. A la majoria de la seva distribució.
- Onopordum acanthium subsp. gautieri (Rouy) Franco. França i Espanya.
- Onopordum acanthium subsp. parnassicum (Boiss. & Heldr.) Nyman. Grècia.